# Listă de persoane executate în România
Aceasta este o listă de persoane executate în România. Lista include execuții judiciare desfășurate pe teritoriul României de astăzi, fie prin acest stat, fie prin antecedentele sale.

## Jurisdicții anterioare
- Regatul Ungariei (1301–1526)⁠(d)
  - Gheorghe Doja, conducătorul Războiului țărănesc, 1514
- Principatul Transilvaniei (1570–1711)
  - Sándor Kendi⁠(d), nobil anti-Habsburg, 1594
  - Baltazar Báthory, nobil anti-Habsburg, 1594
  - Farkas Kovacsóczy⁠(d), nobil anti-Habsburg, 1594
  - István Jósika,  cancelar al Transilvaniei, 1598
  - Baba Novac, prizonier de răzoi, 1601
- Monarhia Habsburgică
  - Horea și Cloșca, conducători ai Răscoalei lui Horea, Cloșca și Crișan, 1785
  - Norbert Ormay⁠(d), colonel în Revoluția din 1848, 1849
  - Cei 13 de la Arad, generali în Revoluția din 1848, 1849
- Principatul Moldovei
  - Luca Arbore, diplomat, 1523
  - Bartolomeo Brutti, diplomat, 1592
  - Andronikos Kantakouzenos, om de stat, 1601
  - Nichifor Beldiman, om de stat, cca. 1616
  - Alexandru Coci, om de stat, 1653
  - Vasile Gheuca și Gavril Costachi, oameni de stat, 1680
  - Manolache Bogdan și Ioniță Cuza, oameni de stat, 1778
- Țara Românească
  - Udrea Băleanu, om de stat, 1600 sau 1601
  - Postelnicul Leca, om de stat, 1616
  - Hrizea-Vodă, pretendent, 1657
  - Istratie Leurdeanu, om de stat, 1658
  - Diicul Buicescul, pretendent, 1659
  - Constantin I Cantacuzino, om de stat, 1663
  - Staicu Bucșanu, om de stat, cca. 1691
- Imperiul Otoman
  - Lupu Mehedințeanu, om de stat, 1618
  - Constantin Hangerli, Domn al Țării Românești, 1799
- Revoluția Maghiară din 1848
  - Stephan Ludwig Roth, revoluționar la 1848, 1849
  - Ioan Buteanu, revoluționar la 1848, 1849
- Austro-Ungaria
  - Emil Rebreanu, ofițer, 1917

## Regatul României
- Filimon Sârbu, activist comunist și militant antifascist, 1941
- Francisc Panet, activist comunist, 1941
- Pompiliu Ștefu, activist comunist și militant antifascist, 1942
- Nicolae Mohănescu, activist socialist și militant anti-fascist, 1942
- Petre Gheorghe, activist comunist și militant antifascist, 1943
- Ion Antonescu, conducător în timpul celui de-Al Doilea Război Mondial, 1946
- Mihai Antonescu, ministru de externe sub Ion Antonescu, 1946
- Gheorghe Alexianu, guvernator al Transnistriei, 1946
- Constantin Vasiliu, general, 1946

## Perioada comunistă
- Nicolae Dabija, luptător în rezistența anticomunistă, 1949
- Lucrețiu Pătrășcanu, fost ministru al justiției, 1954
- Eugen Țurcanu, Experimentul Pitești, 1954
- Iosif Capotă, luptător în rezistența anticomunistă, 1958
- Oliviu Beldeanu, participant principal în incidentul de la Berna, 1960
- Banda Ioanid, grup de cinci jefuitori de bănci, 1962
- Gheorghe Arsenescu, luptător în rezistența anticomunistă, 1962
- Ion Rîmaru, ucigaș în serie, 1971
- Gheorghe Ștefănescu⁠(d), om de afaceri condamnat pentru infracțiuni economice, 1981
- Ion Pistol⁠(d), criminal condamnat, 1987

## Revoluția Română
- Nicolae Ceaușescu, dictator, 1989
- Elena Ceaușescu, soția lui Nicolae, 1989

## Vezi și
- Pedeapsa capitală în România